# Dominiques de la Presentació de la Santíssima Verge
|  | No s'ha de confondre amb Presentation Sisters. |

La Congregació de les Germanes de la Caritat Dominiques de la Presentació de la Santíssima Verge (oficialment en llatí: Institutum Sorores Dominicae Caritatis a Praesentatione Beatae Mariae Virginis) és un institut religiós catòlic femení, de vida apostòlica i de dret pontifici, fundat per la religiosa francesa Marie Poussepin, en Sainville, en 1696. a les religioses d'aquest institut se les coneix també com Dominiques de la Presentació de la Santíssima Verge o simplement com dominiques de la Presentació. Les dones membres d'aquest institut posposen als seus noms les sigles OP

## Història

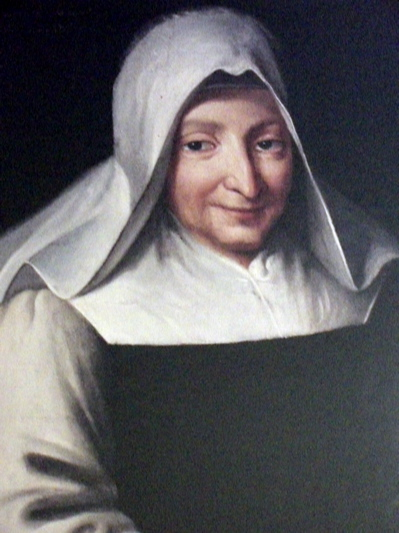
Marie Poussepin (1653-1744), fundadora de la congregació, és venerada com a beata a l'Església catòlica.

La congregació va ser fundada per la religiosa francesa Marie Poussepin (1653-1744), en 1696, a la ciutat de Sainville, al Regne de França, durant el govern de Lluís XIV, per tal d'ajudar a la pastoral parroquial, a través de les catequesis i educació dels infants i joves i a l'atenció dels malalts.
L'institut va ser aprovat per Charles-François des montiers de Mérinville, bisbe de Chartres, com a congregació de dret diocesà, el 5 de març de 1738. Durant el temps de la Revolució francesa, la congregació fu suprimida i les religioses van ser expulsades dels seus convents. Acabat el període de persecució, van restaurar l'institut, a partir de la comunitat de Janville-sud-Juine, el 21 de novembre de 1803
L'institut va ser elevat a la categoria de congregació religiosa de dret pontifici pel papa Lleó XIII, mitjançant decretum laudis del 25 de juliol de 1928. Finalment van ser afiliades a la Ordre dels Predicadors el 15 de desembre de 1959.
Al llarg del temps, diverses congregacions s'han fusionat amb les dominiques de la Presentació, aquestes són: les Germanes Hospitalàries de Sant Agustí (en any desconegut), fundades per Casa de la Croix, a Chinon, el 1638; les Filles de Santa Anna (en 1943), fundades en Feugarolles, el 1929, per Marguerite-Adélaïde d'Imbert; les Germanes de Nostra Senyora de la Presentació (1954), fundades per Jean Joseph Proal, en Manosque, en 1818; i les Dominiques de l'Rosari (2004), fundades en Rettel, en 1875, per Agnès Mathis des cinq plaies.

## Organització
La Congregació de les Dominiques de la Presentació de la Mare de Déu és un institut religiós de dret pontifici, internacional i centralitzat, el govern és exercit per una priora general. La seu central es troba a Roma (Itàlia).
Treballen a escoles, col·legis, universitats, tallers i centres de promoció i capacitació, les germanes ensenyen el missatge de l'Evangeli a nens, joves i adults, amb preferència envers els més pobres; en petits dispensaris i centres de salut de la selva o a les muntanyes, així com a grans hospitals i clíniques de ciutats, acullen la vida i la defensen, alleugen els dolors i donen esperança també als malalts.
Les dominiques de la Presentació es dediquen a diferents obres socials i espirituals, especialment a l'atenció d'hospitals, clíniques, orfenats, asils per a ancians i escoles. Aquestes religioses vesteixen un hàbit compost per una túnica blanca i vel negre i formen part de la família dominica. En 2017, l'institut comptava amb 2.106 religioses i 288 comunitats, presents en Antilles Holandeses, Argentina, Bolívia, Burkina Faso, Camerun, Txad, Xile, Colòmbia, Corea del Sud, Costa d'Ivori, Cuba, Equador, El Salvador, Espanya, Estats Units, França, Guatemala, Índia, l'Iraq, Itàlia, Haití, Hondures, Mèxic, Nicaragua, Palestina, Panamà, Paraguai, Perú, Puerto Rico, Regne Unit, República Dominicana, Uruguai i Veneçuela.